# Projeto Oyapokia

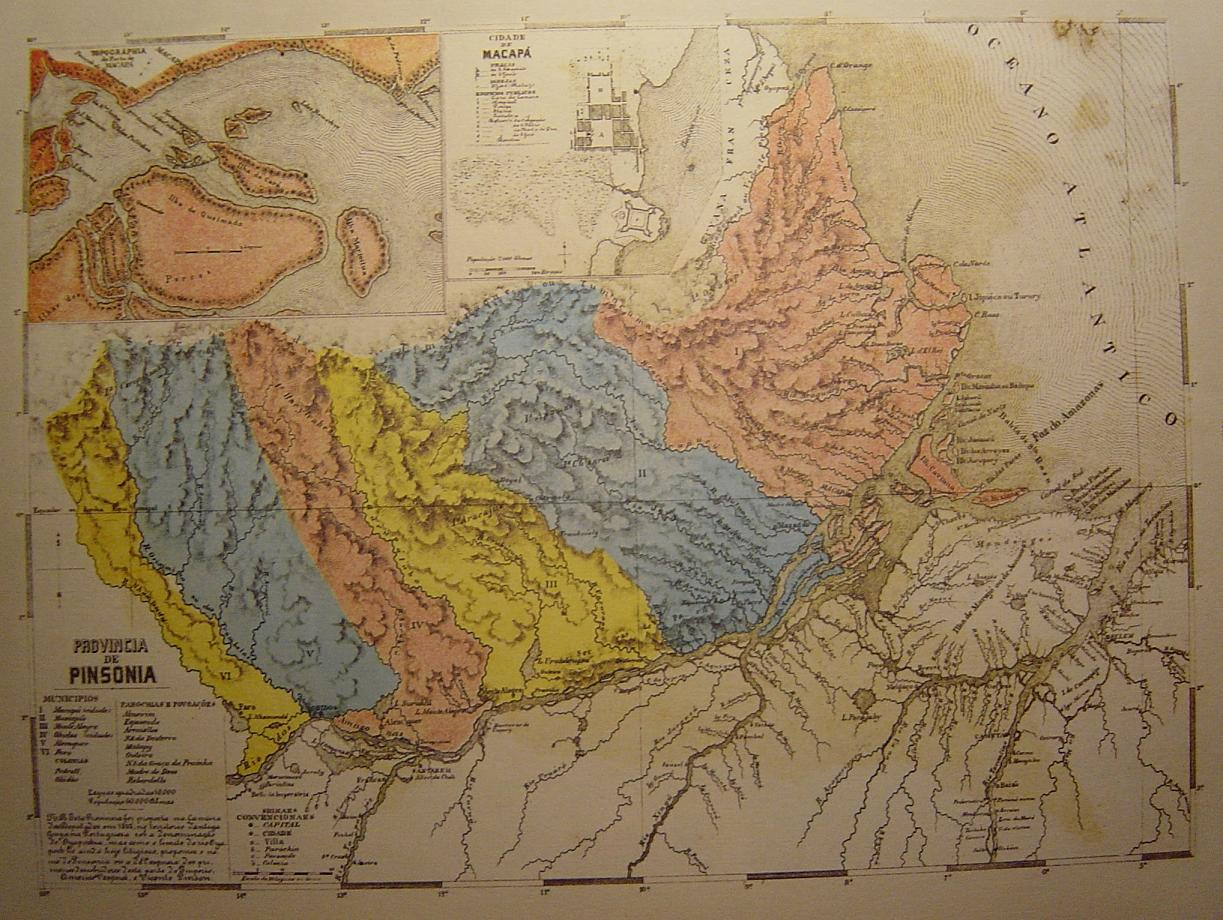
Localização da Província de Pinsônia no mapa do Cândido Mendes, de 1868.

Oiapóquia (também conhecida como Oyapóckia, ou Oyapókia) foi um projeto de lei do senador Cândido Mendes em 1853, apresentado na Assembleia Geral Legislativa do Brasil, no Rio de Janeiro, para criação de uma província na fronteira do extremo norte do Brasil com capital em Macapá, objetivando uma divisão na região amazônica para prover a segurança das fronteiras, que eram extensas e abandonadas. Este projeto inicialmente foi rejeitado.
Em 1873, Cândido Mendes retorna com o projeto, modificando o nome da província para Pinsônia, em homenagem ao navegador Vincente Pinzón. A nova representação veio assinada por 387 macapaenses rebatendo argumentos utilizados pelo opositores paraenses de que a região seria inabitável pelo fato de oferecer riscos à saúde. Porém, não obtiveram êxito.
Com a Questão do Amapá, em 6 de dezembro de 1899 o Barão do Rio Branco entrega uma segunda memória ao conselho federal suíço, em resposta aos argumentos franceses. Como anexo, apresentou o trabalho de Joaquim Caetano da Silva o livro "Oiapóquia e o Amazonas", de 1861, em que se louvara e que constituía valioso subsídio ao estudo da matéria. Em 1901, após a vitória da sentença arbitrária da Suíça, toda a região de litígio foi anexada ao Pará.

## História

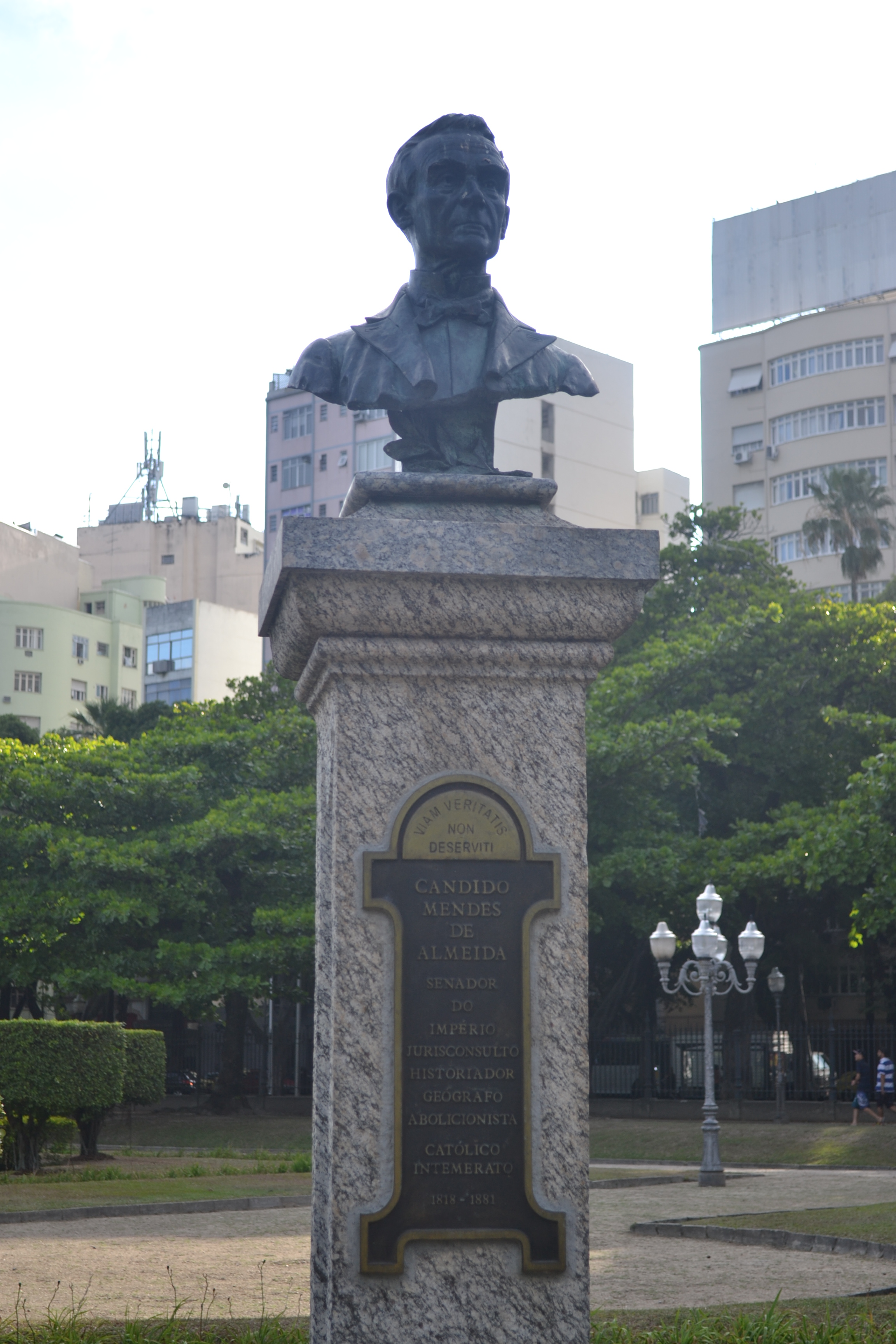
Busto do Cândido Mendes no Rio de Janeiro.

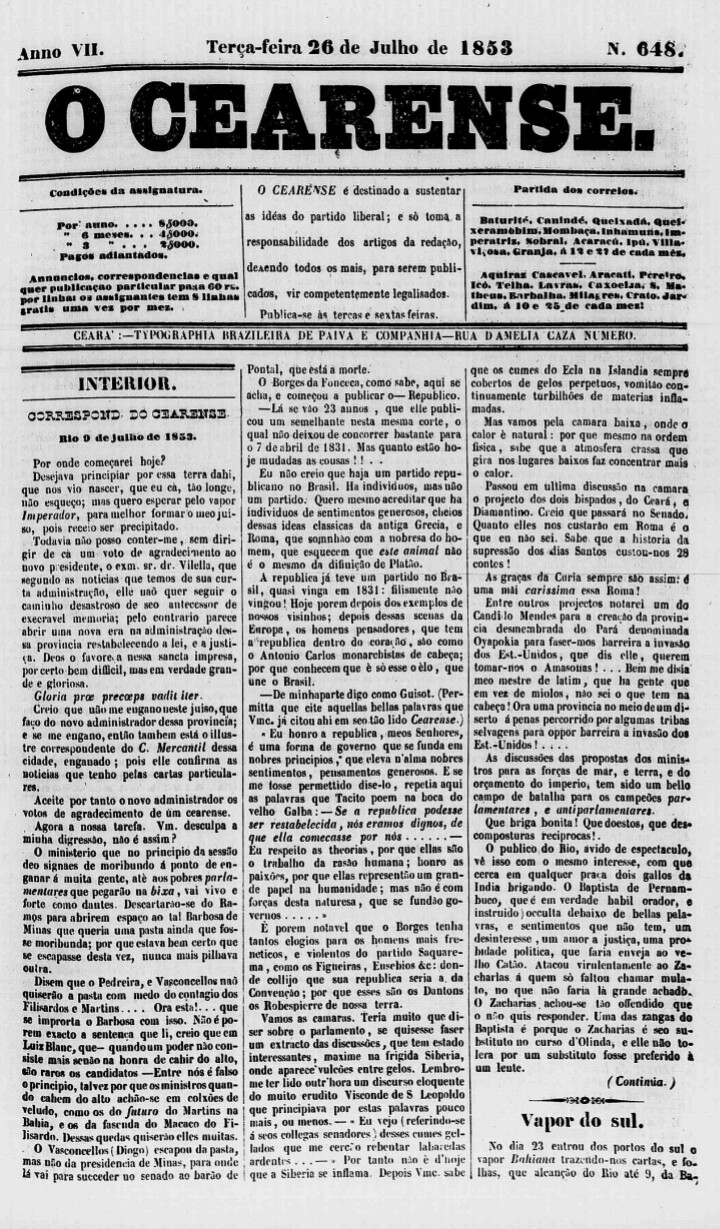
Jornal O Cearense, edição de 26 de julho de 1853. Segundo a reportagem, o Oiapóquia serviria para proteção da fronteira do Brasil de uma possível "invasão" norte-americana à Amazônia.

### Projeto de criação
Em 1853, Candido Mendes de Almeida e outros deputados apresentaram à Assembleia Geral Legislativa do Brasil um projeto de lei que propunha a criação da província de “Oyapóckia”. O projeto encontrou ressonância na população de Macapá: moradores deste lugar fizeram uma representação, solicitando àquela Câmara a aprovação da proposta. Uma vez que o projeto demorava muito para virar lei, em 1870, uma nova representação foi feita e foi assinada por 387 macapaenses. Neste documento, os assinantes rebatiam os argumentos usados por aqueles que se negavam a concordar com a criação de Oyapóckia. 

### Argumentos dos paraenses
Argumentos que se baseavam na ideia de que as terras da referida cidade ofereciam muitos perigos à saúde, especialmente as frequentes febres palustres. Segundo os críticos, águas paradas em pântanos e lagos eram a causa dos numerosos acessos febris que a população de Macapá sofria. Para piorar esta imagem negativa, era corrente a opinião de que os córregos e igarapés que cortavam a cidade estavam contaminados pela seiva de uma planta venenosa (o assacuseiro), que supostamente era comum neste lugar.
Na mencionada representação, os macapaenses destacavam que Macapá não possuía pântanos e era cortada por dois igarapés (um que passava ao sul, ao lado da Fortaleza de São José, e outro ao norte, chamado “das mulheres”). As áreas chama-das de pantanosas eram na verdade as várzeas dos referidos igarapés. Destacavam também que nas várzeas não havia assacuseiros. Os macapaenses argumentaram também que as causas da endemia de febre palustre era a falta de higiene das casas (feitas na maioria de taipa) e a inexistência de um serviço regular de coleta do lixo urbano. Acusaram os “homens da capital da Província” (os belenenses) de fazerem uma campanha contra a criação de Oyapóckia: tanto demonstravam desprezo, quanto difundiam mentiras acerca da (falta de) qualidade de vida em Macapá.

### Economia da região
No final do século XIX, a área entre os rios Oiapoque e Araguari era economicamente dinâmica. A economia local era aquecida pela exploração da balata, do pau-rosa, da borracha, da pesca da gurijuba e da pecuária. A partir de 1893, a extração de ouro nos vales dos rios Cassiporé, Amapá Grande e Calçoene intensificou-se. A descoberta de grandes jazidas auríferas acirrou a histórica disputa entre franceses e brasileiros pelo domínio deste território. Além das vilas de Espírito Santo do Amapá e Calçoene, destacavam-se os povoados de Cunani, Cassiporé e Uaçá. No entanto, era na zona de extração de ouro que se adensava uma população de faiscadores. Segundo o historiador Arthur Cezar Ferreira Reis, já em maio de 1894, cerca de 6.000 pessoas habitavam o vale do rio Calçoene.